# أليكس بورتر
أليكس بورتر (5 يوليو 1980 في المملكة المتحدة - ) (بالإنجليزية: Alex Porter)‏ هو معلق رياضي ومدرب رياضي ولاعب كرة طائرة المملكة المتحدة.